# Berlin Hauptbahnhof
Berlin Hauptbahnhof ►  pronunție ►  este principala gară din Berlin, Germania. A fost dată în exploatare la două zile după ceremonia inaugurală de pe 26 mai 2006. Gara este situată pe locul istoricei Lehrter Bahnhof și, până să fie deschisă ca gară de linie principală, a fost o stație a metroului Berlin S-Bahn numită temporar Berlin Hauptbahnhof–Lehrter Bahnhof. Gara este operată de DB Station&Service, o subsidiară a Deutsche Bahn AG, și este clasificată ca stație de categorie 1, una din cele 21 din Germania și patru din Berlin, celelalte fiind Berlin Gesundbrunnen, Berlin Südkreuz și Berlin Ostbahnhof.
Lehrter Bahnhof (Gara Lehrte) a fost deschisă în 1871 ca stație terminus a legăturii feroviare dintre Berlin și Lehrte, lângă Hanovra, care a devenit ulterior una din cele mai importante linii principale est-vest ale Germaniei. În 1882, odată cu completarea Stadtbahn (calea ferată orășenească suspendată, cu patru linii, pe care circulă garnituri locale, dar și trenuri de tranzit), chiar la nord de gară, a fost deschisă o mică stație, intitulată Lehrter Stadtbahnhof, pentru a asigura legături cu noua linie. Această gară a devenit ulterior parte a Berlin S-Bahn. În 1884, după închiderea Hamburger Bahnhof (Gara Hamburg), Lehrter Bahnhof a devenit punctul terminus pentru trenurile spre și de la Hamburg.
După distrugerile mari din Al Doilea Război Mondial, gara a fost redeschisă cu servicii asigurate la stare de avarie, dar închisă din nou în 1951. În 1957, când căile ferate spre Berlinul de Vest se aflau sub controlul Republicii Democrate Germane, Lehrter Bahnhof a fost demolată, dar Lehrter Stadtbahnhof a continuat să funcționeze ca oprire pentru S-Bahn. În 1987, ea a fost complet renovată pentru a comemora a 750-a aniversare a Berlinului. După Reunificarea Germaniei s-a decis îmbunătățirea rețelei feroviare Berlinului prin construcția unei noi linii principale nord-sud, cu scopul de a suplimenta legătura Stadtbahn est-vest. Lehrter Stadtbahnhof a fost considerată poziția logică pentru o nouă gară centrală.